# Daniel Peláez Balbuena
Daniel Peláez (Lima, 23 de agosto de 1985) es un exfutbolista peruano. Jugaba de defensa y actualmente tiene 39 años.

## Trayectoria
Peláez inició su carrera como futbolista en 2003 con Universitario de Deportes, En el 2005 jugó al lado del portero peruano José Carvallo, quien fue mundialista en la Copa Mundial de Fútbol de 2018. Tras pasar por diferentes clubes peruanos como Huaral, San Martín, Cienciano, Alianza Atlético y San José, en 2011 fue fichado por José Gálvez equipo con el que obtuvo los títulos del Torneo del Inca y de la Segunda División.

## Clubes
| Club                      | País | Año         |
| ------------------------- | ---- | ----------- |
| Universitario de Deportes | Perú | 2003 - 2005 |
| Unión Huaral              | Perú | 2006        |
| Universidad de San Martín | Perú | 2007        |
| Cienciano                 | Perú | 2008        |
| Alianza Atlético          | Perú | 2009        |
| Salesiano F. C.           | Perú | 2010        |
| Defensor San José         | Perú | 2010        |
| José Gálvez               | Perú | 2011        |
| Universitario Grau        | Perú | 2012        |
| Unión Chulucanas          | Perú | 2013        |
| Unión Huaral              | Perú | 2014        |

## Palmarés

### Campeonatos nacionales
| Título                    | Club        | País | Año  |
| ------------------------- | ----------- | ---- | ---- |
| Torneo del Inca           | José Gálvez | Perú | 2011 |
| Segunda División del Perú | José Gálvez | Perú | 2011 |